# Preis von Europa

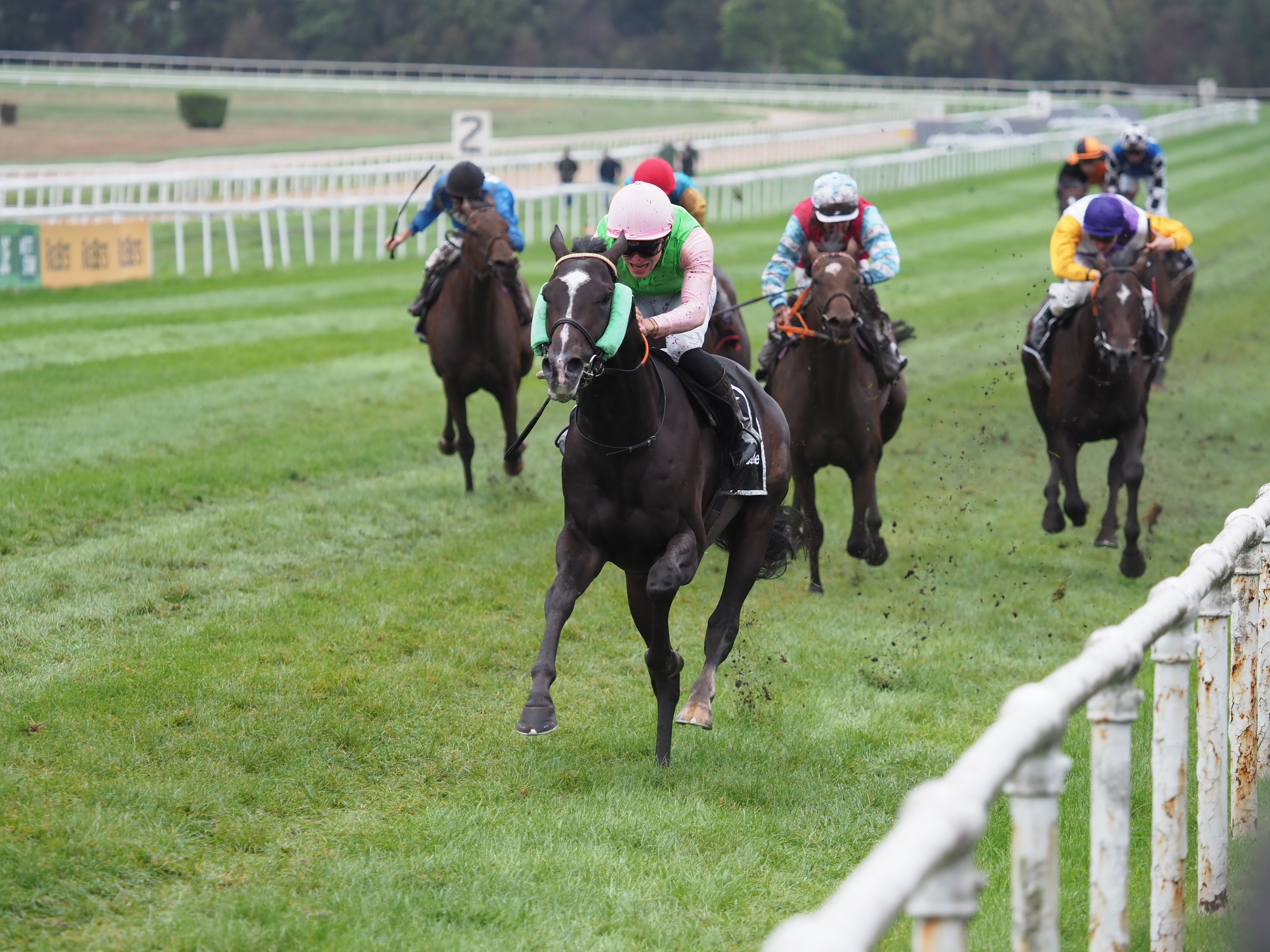
Preis von Europa 2018: Der überlegene Sieger Khan kurz vor dem Ziel

Der Preis von Europa (oder Europa-Preis) ist ein deutsches Galopprennen für dreijährige und ältere Vollblüter. Es wird seit 1963 über eine Distanz von 2400 Metern alljährlich im September auf der Galopprennbahn Köln-Weidenpesch ausgetragen. Im deutschen Rennkalender ersetzte der Preis von Europa das einst sehr bedeutende Gladiatorenrennen über die Distanz von 2800 Metern, dessen Bedeutung aber wie die aller Langstreckenrennen im Laufe des 20. Jahrhunderts immer weiter sank.
Seit 1972 wird der Preis von Europa als Gruppe-1-Rennen geführt. Es war lange Zeit das höchstdotierte Galopprennen in Deutschland. Mittlerweile ist es nur noch mit 155.000 € dotiert.
Das russische Wunderpferd Anilin ist das bislang einzige Pferd, das den Preis von Europa drei Mal gewann.
Der Sieger des Jahres 2019, Aspetar, lief mit einer Zeit von 2:26,00 die schnellste Zeit in der Geschichte dieses Rennens.

## Preis von Europa 2019
Der Preis von Europa 2019 fand am 3. November auf der Galopprennbahn Köln—Weidenpesch statt. Sieger in Rekordzeit war der in England trainierte Wallach Aspetar (Al Kazeem – Bella Qatara) geritten von Jason Watson.

### Bilder des SiegersAspetar

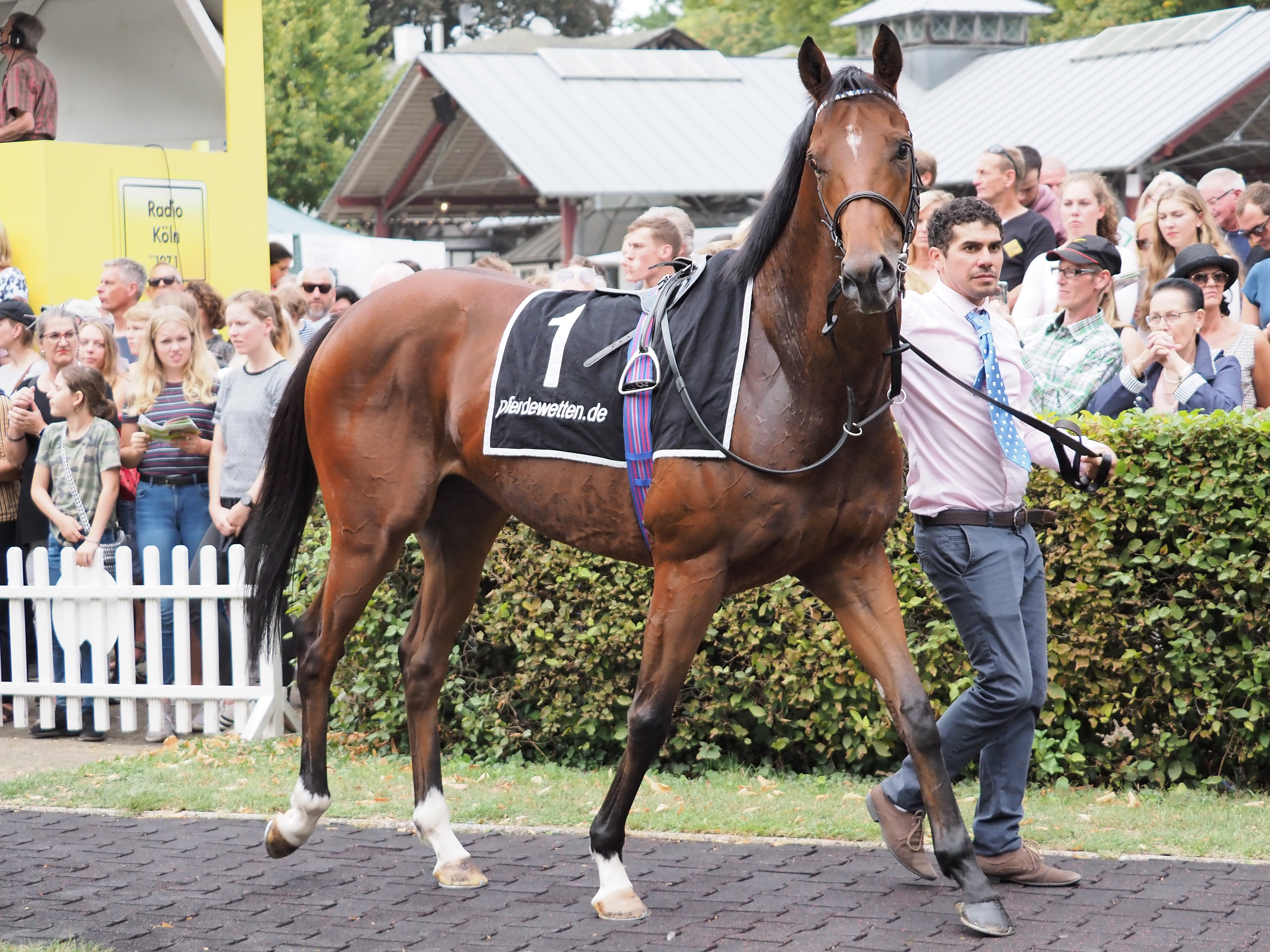
Aspetar im Führing,
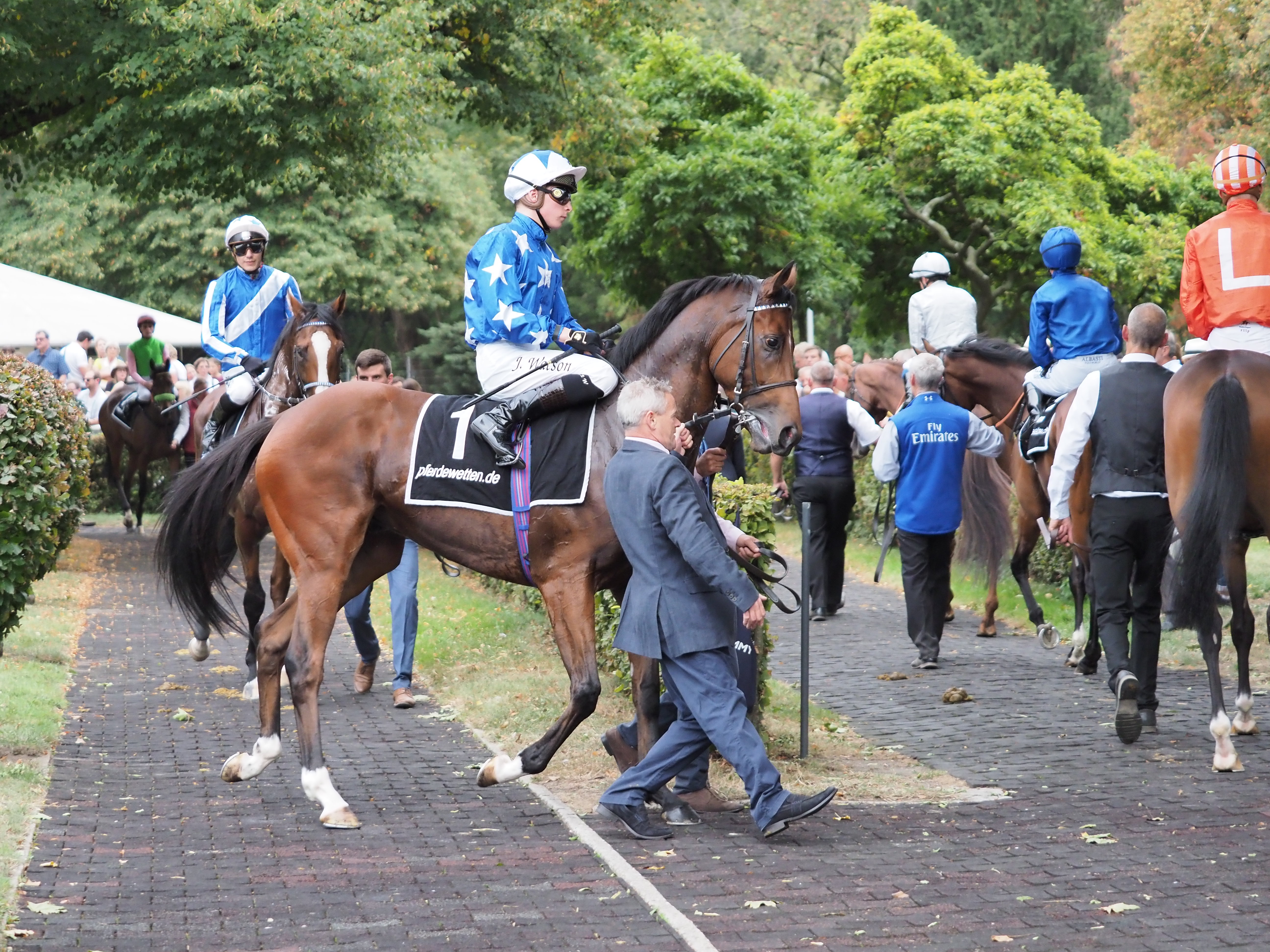
beim Verlassen des Führing,
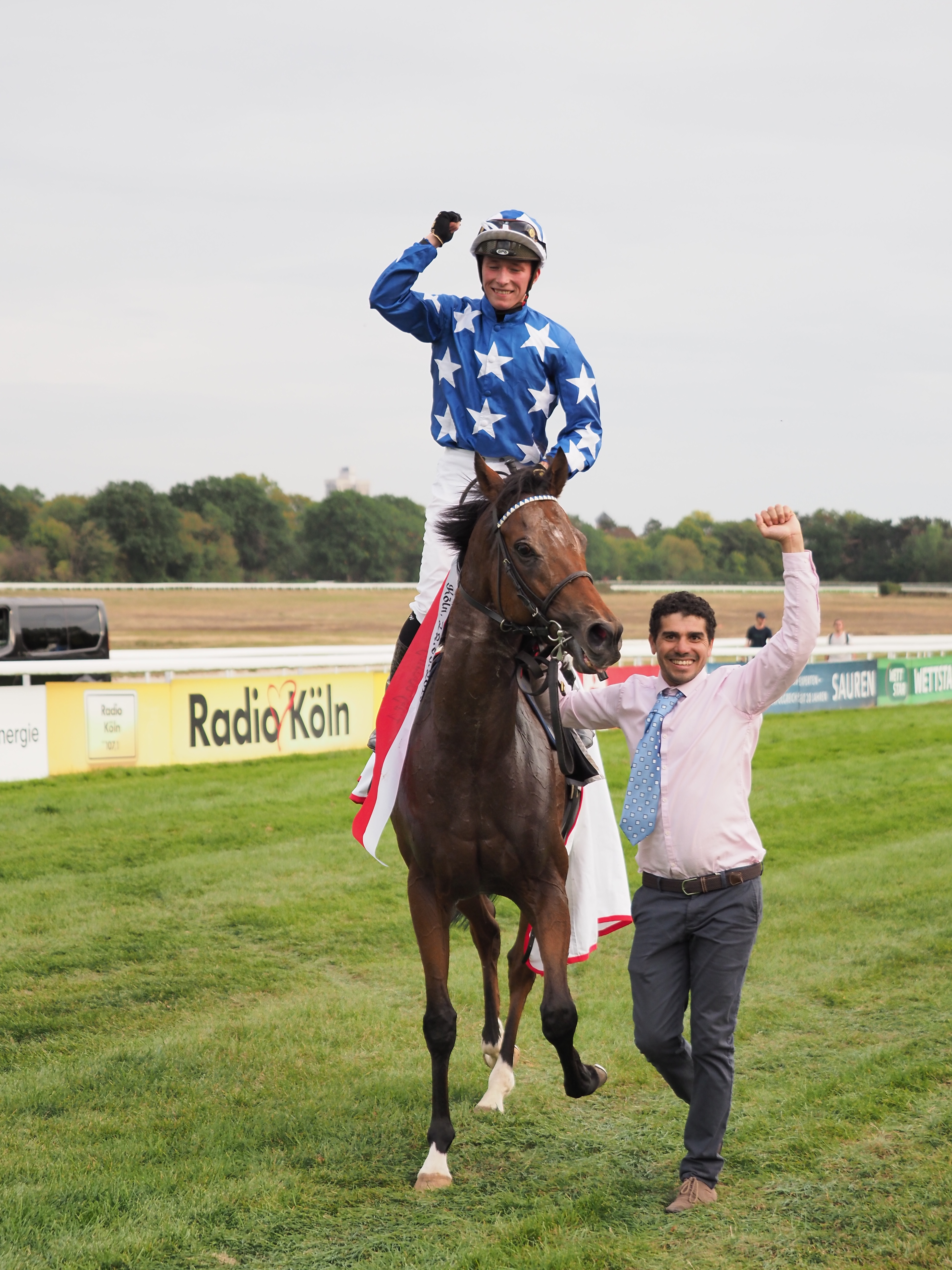
nach dem Rennen auf dem Geläuf,
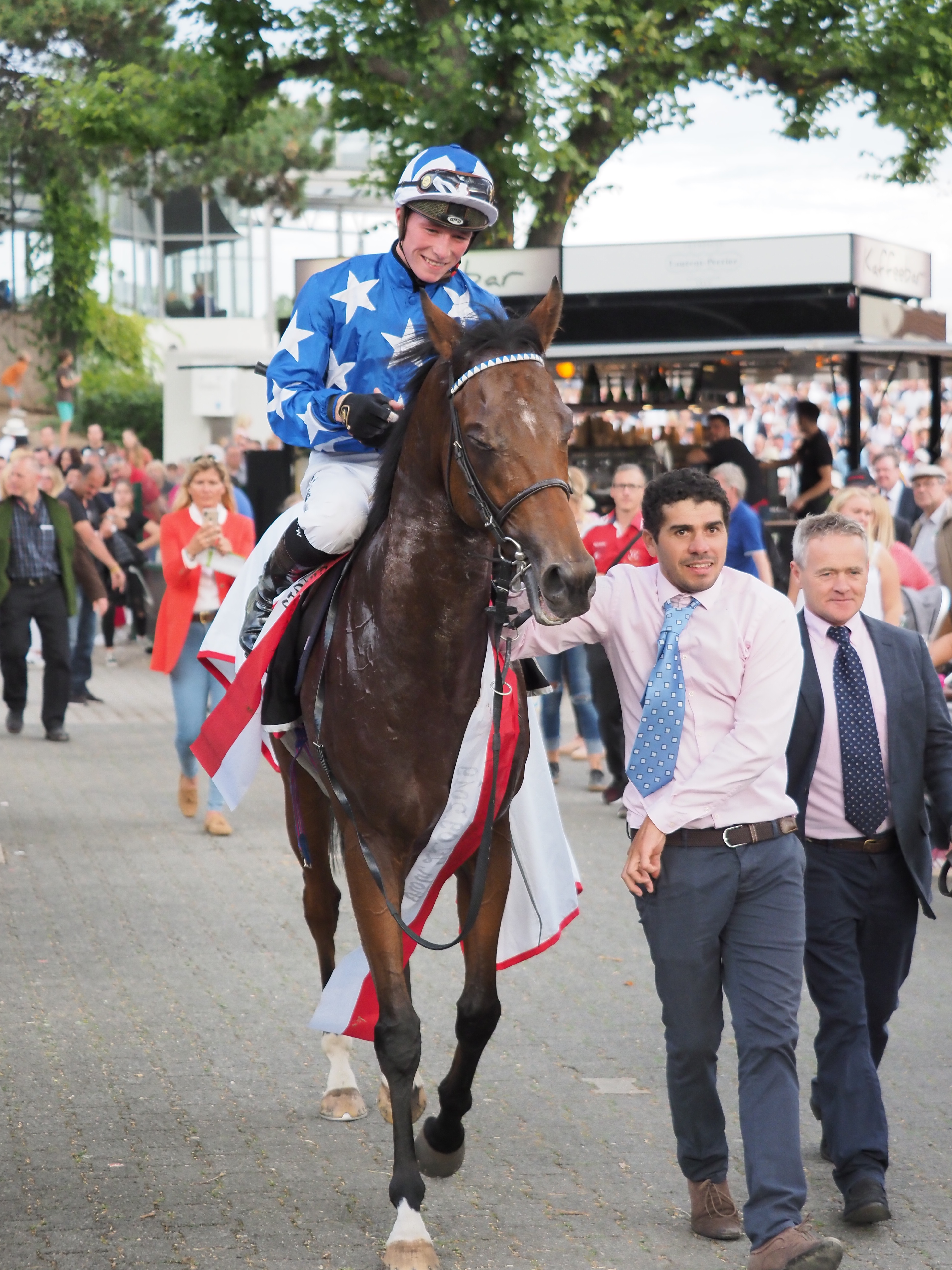
auf dem Weg zum Absattelring,
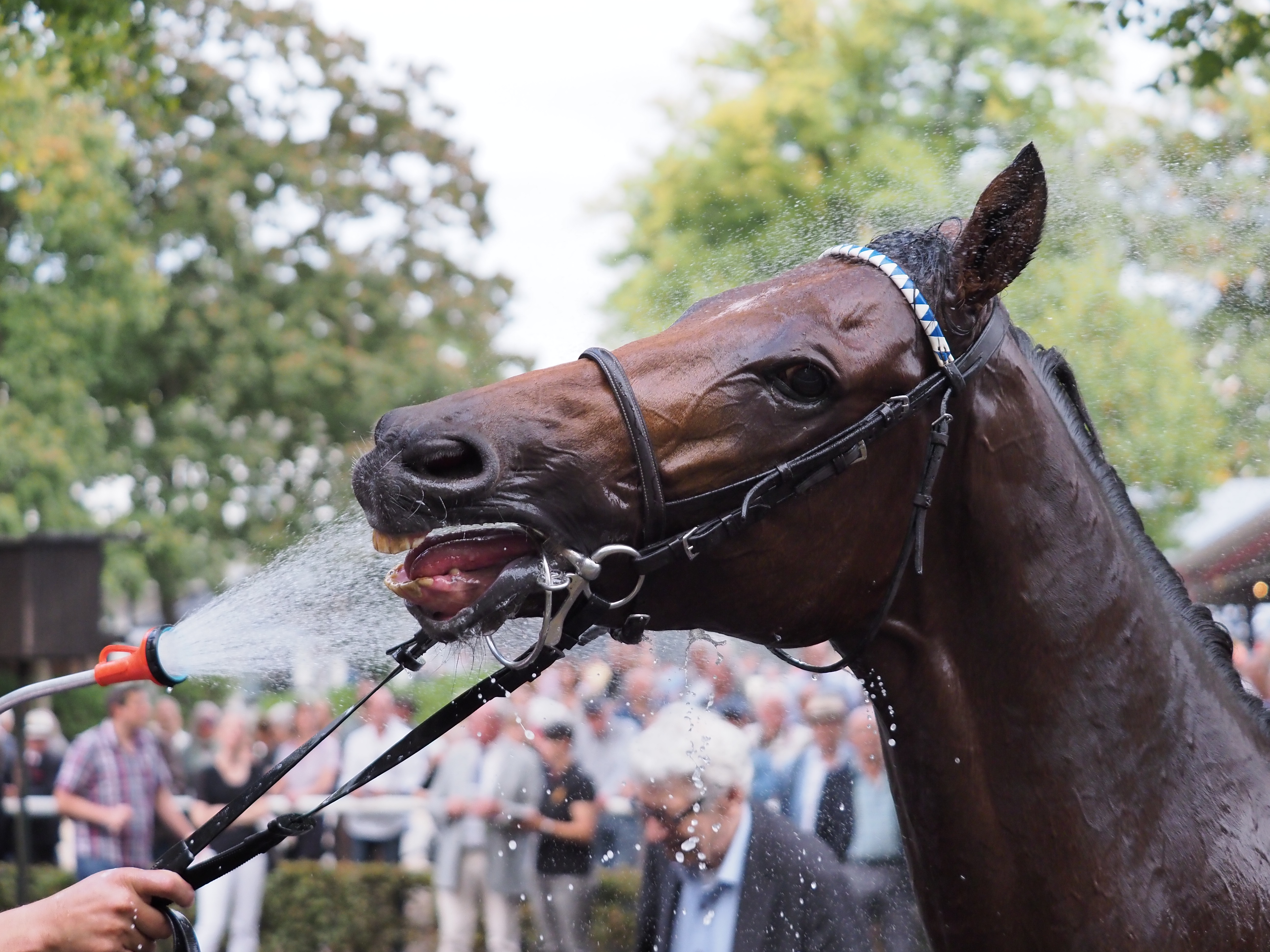
und beim Duschen im Absattelring

### Bilder der platzierten Pferde

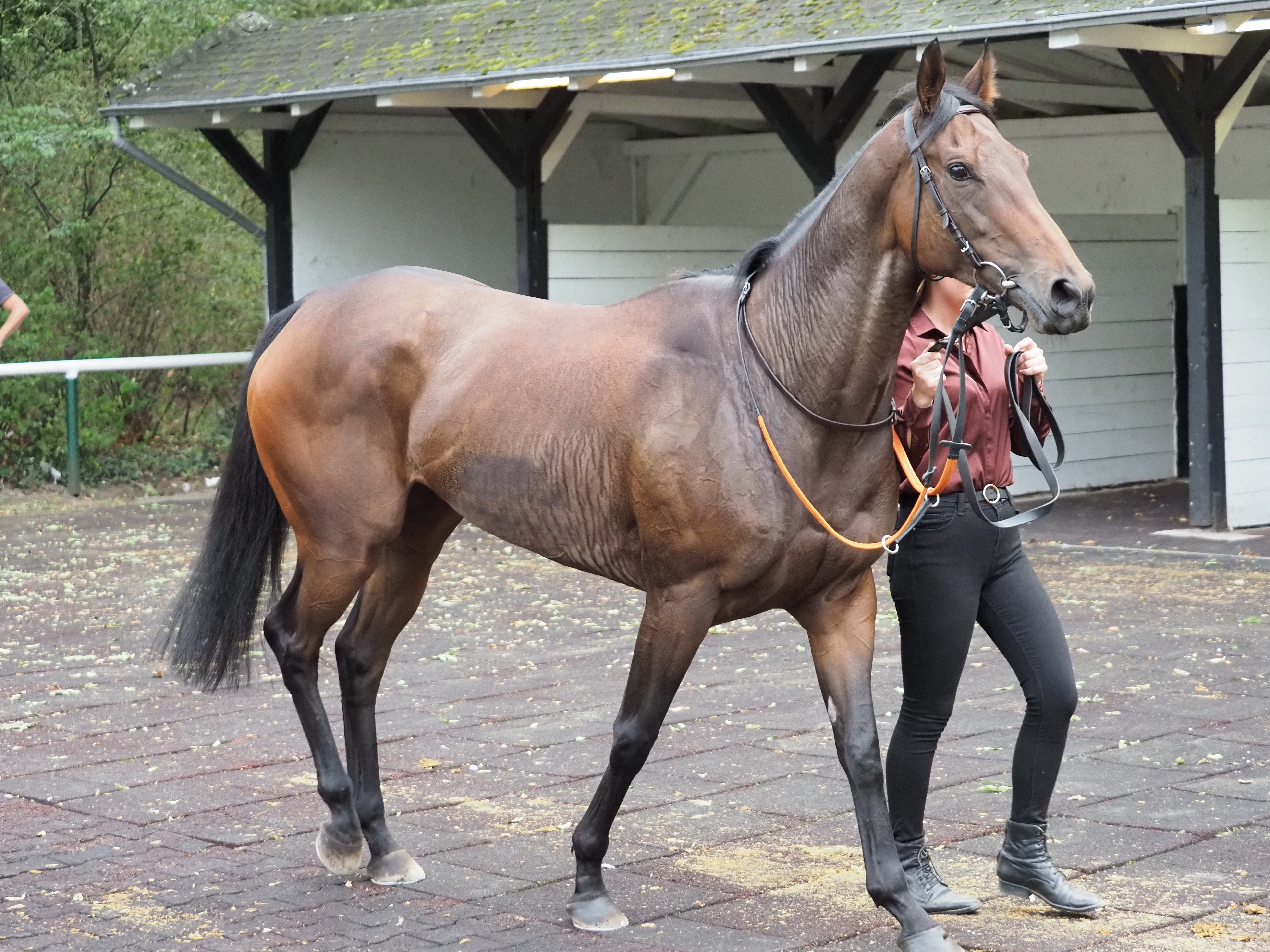
Die zweitplatzierte Stute Amorella vor den Sattelboxen
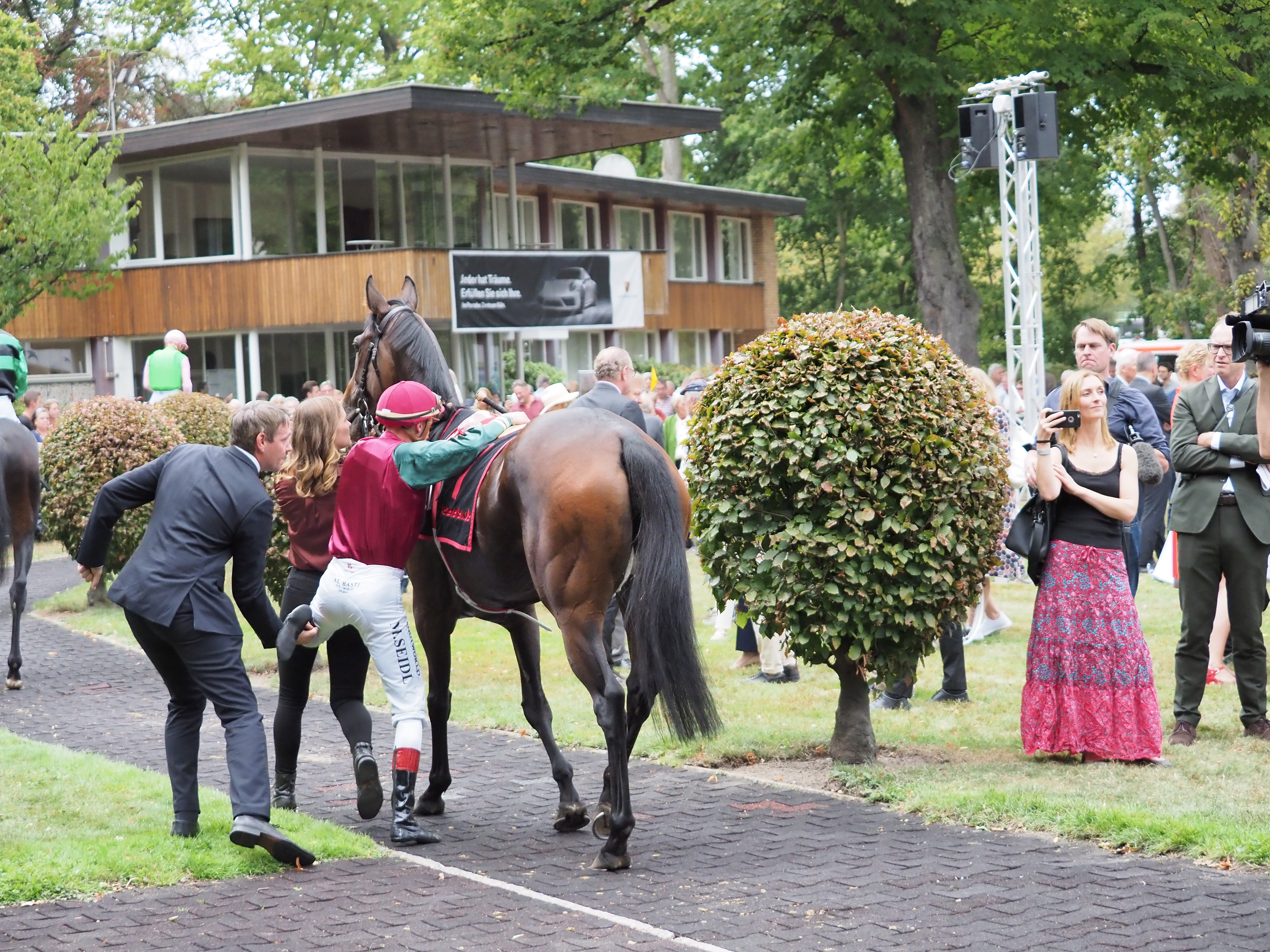
Trainer Markus Klug hilft Jockey Martin Seidl in den Sattel der zweitplatzierte Stute Amorella
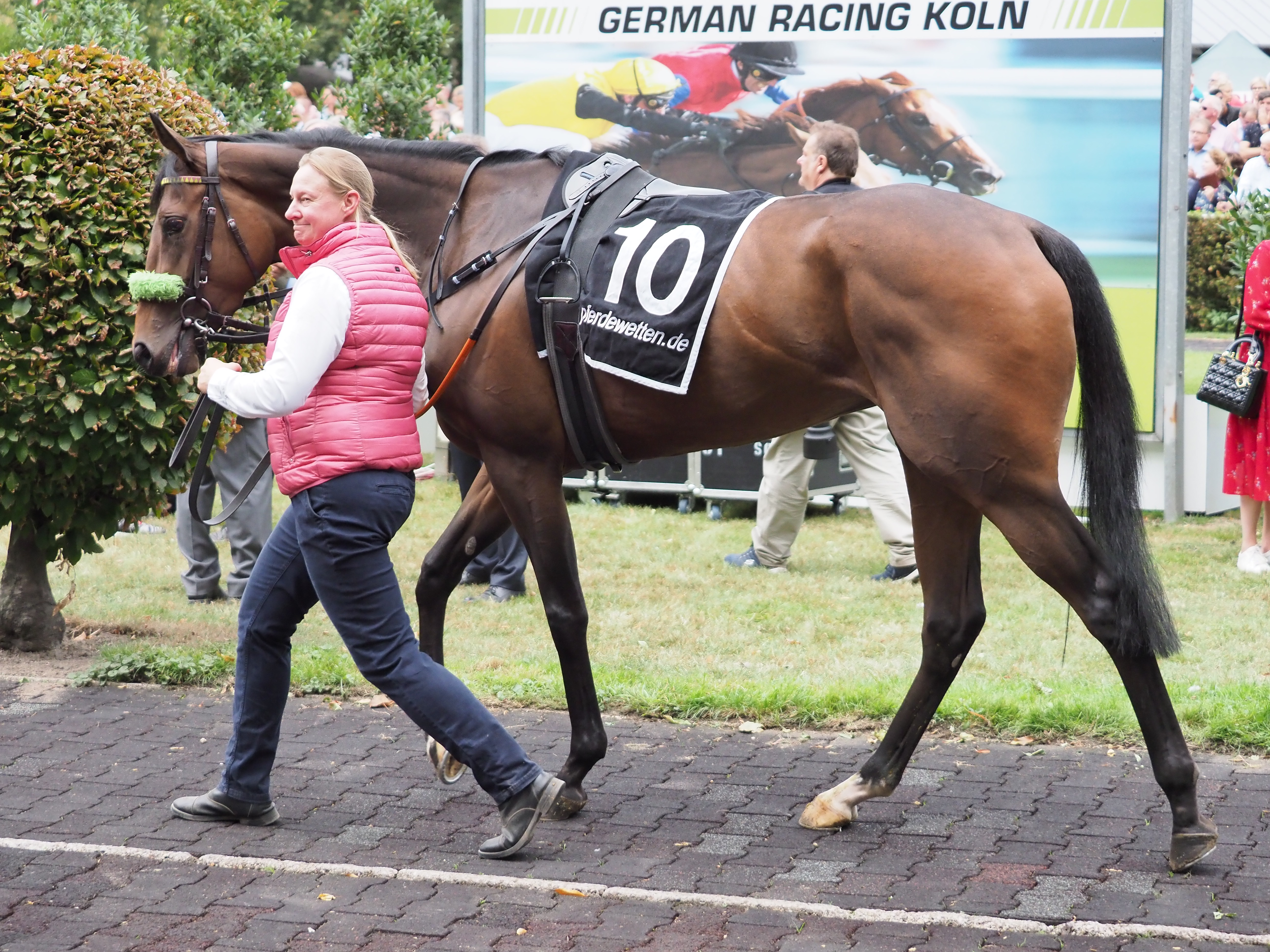
Die drittplatzierte Stute Donjah im Führring
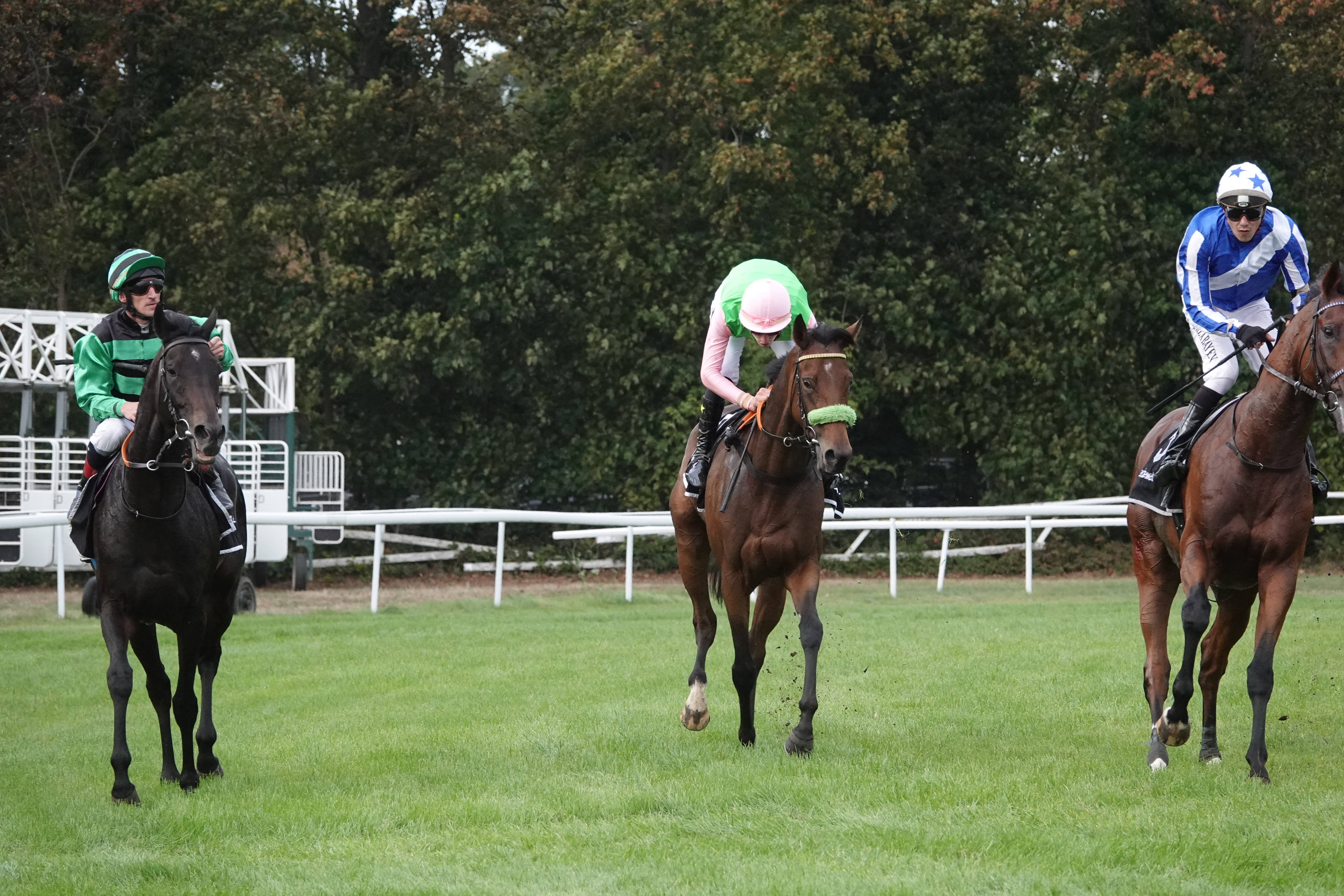
Die drittplatzierte Stute Donjah (Bildmitte) zusammen mit dem viertplatzierten Hengst Colomano nach dem Rennen auf dem Geläuf

### Bilder vom Rennen

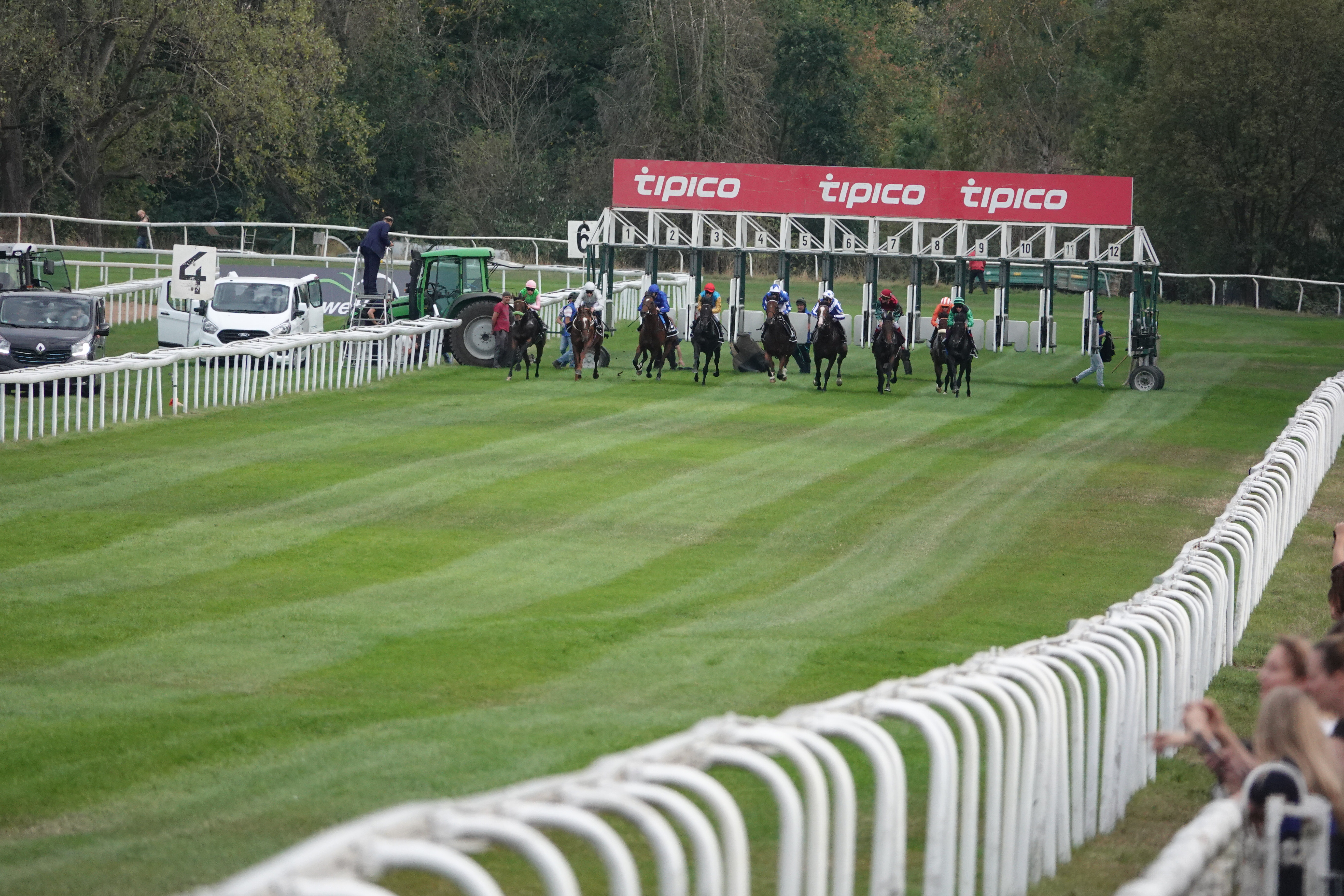
Das Feld kurz nach dem Start
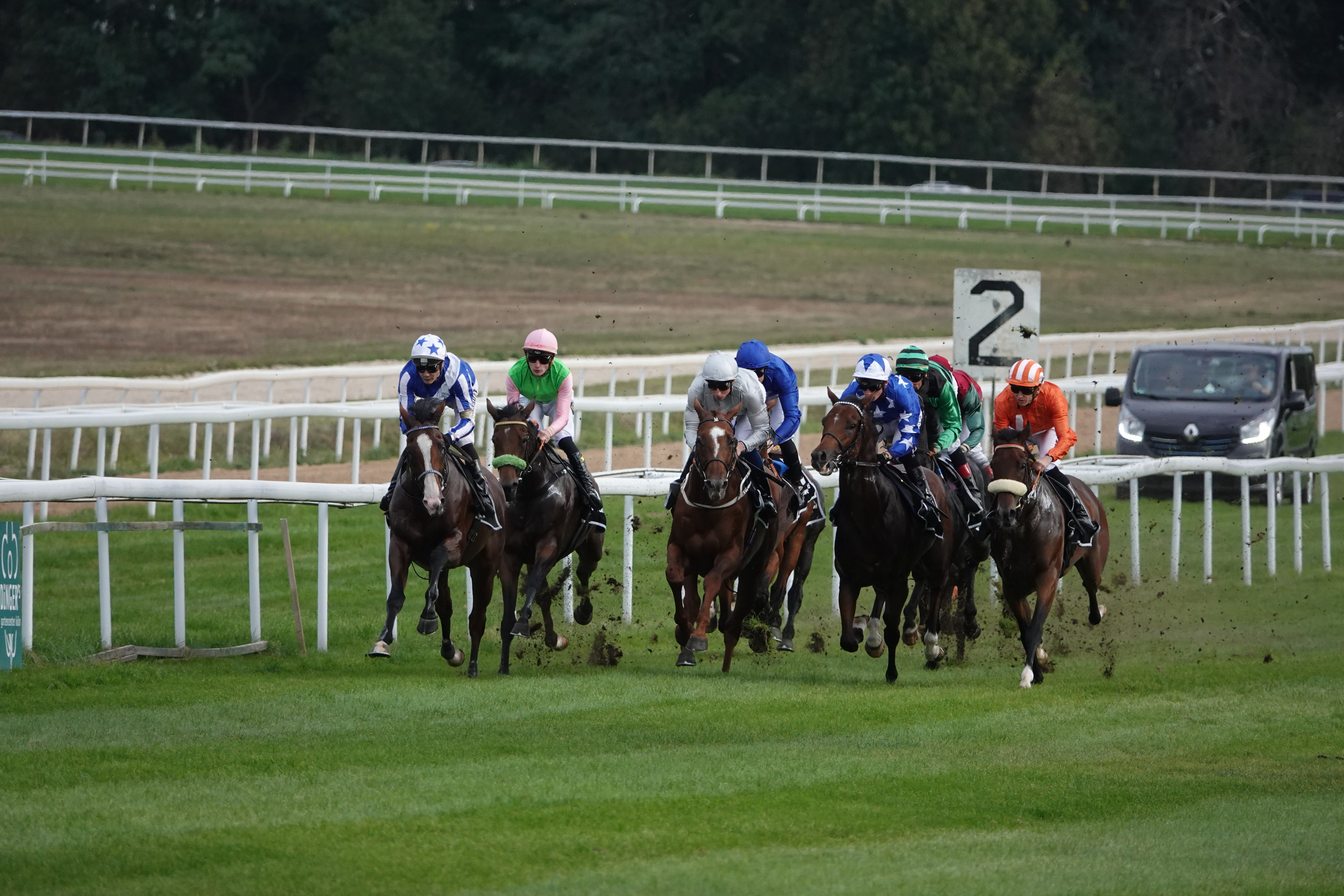
Royal Youmzain übernimmt zunächst die Führung
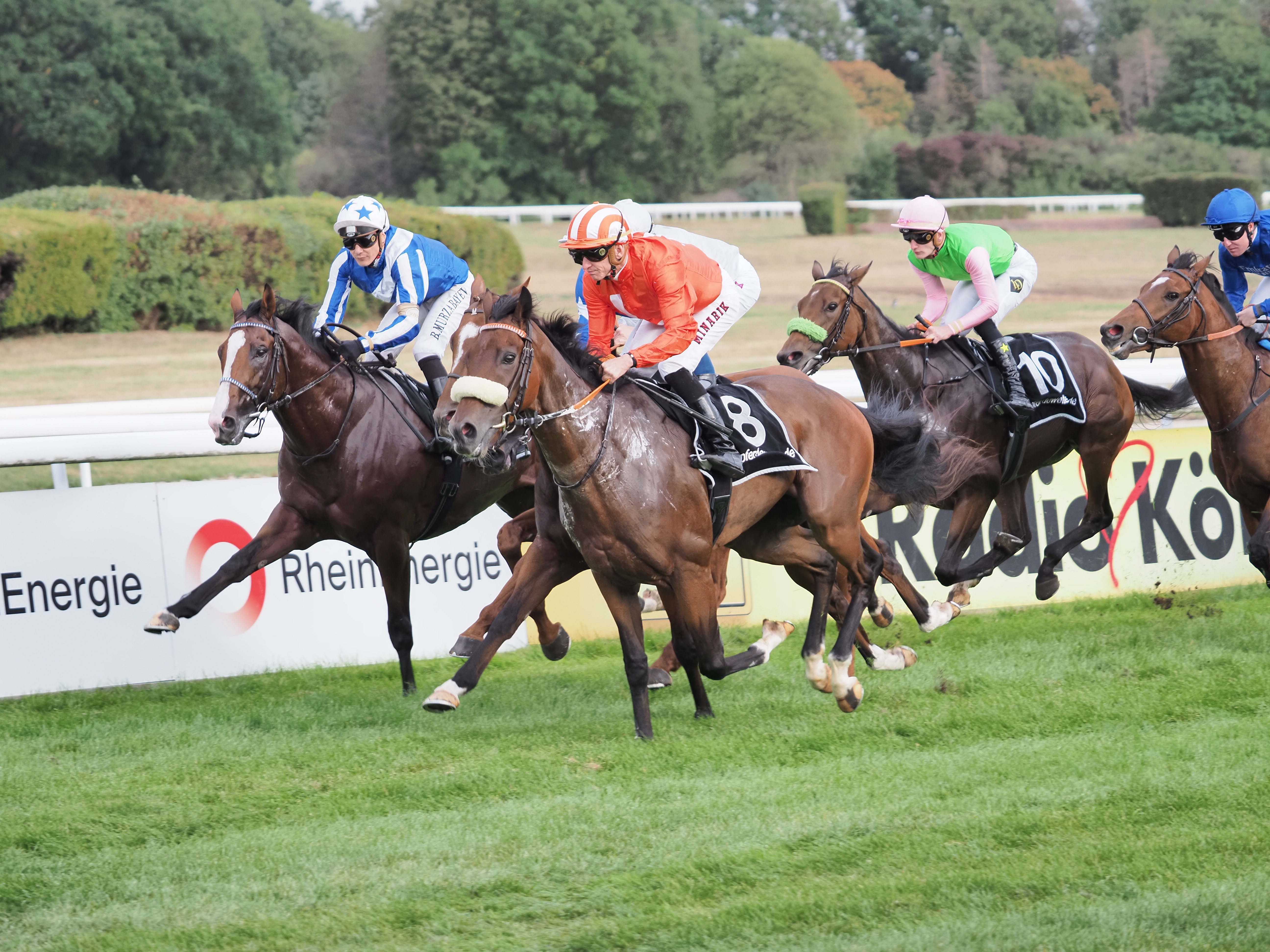
Bristano und Aspetar gehen an Royal Youmzain vorbei
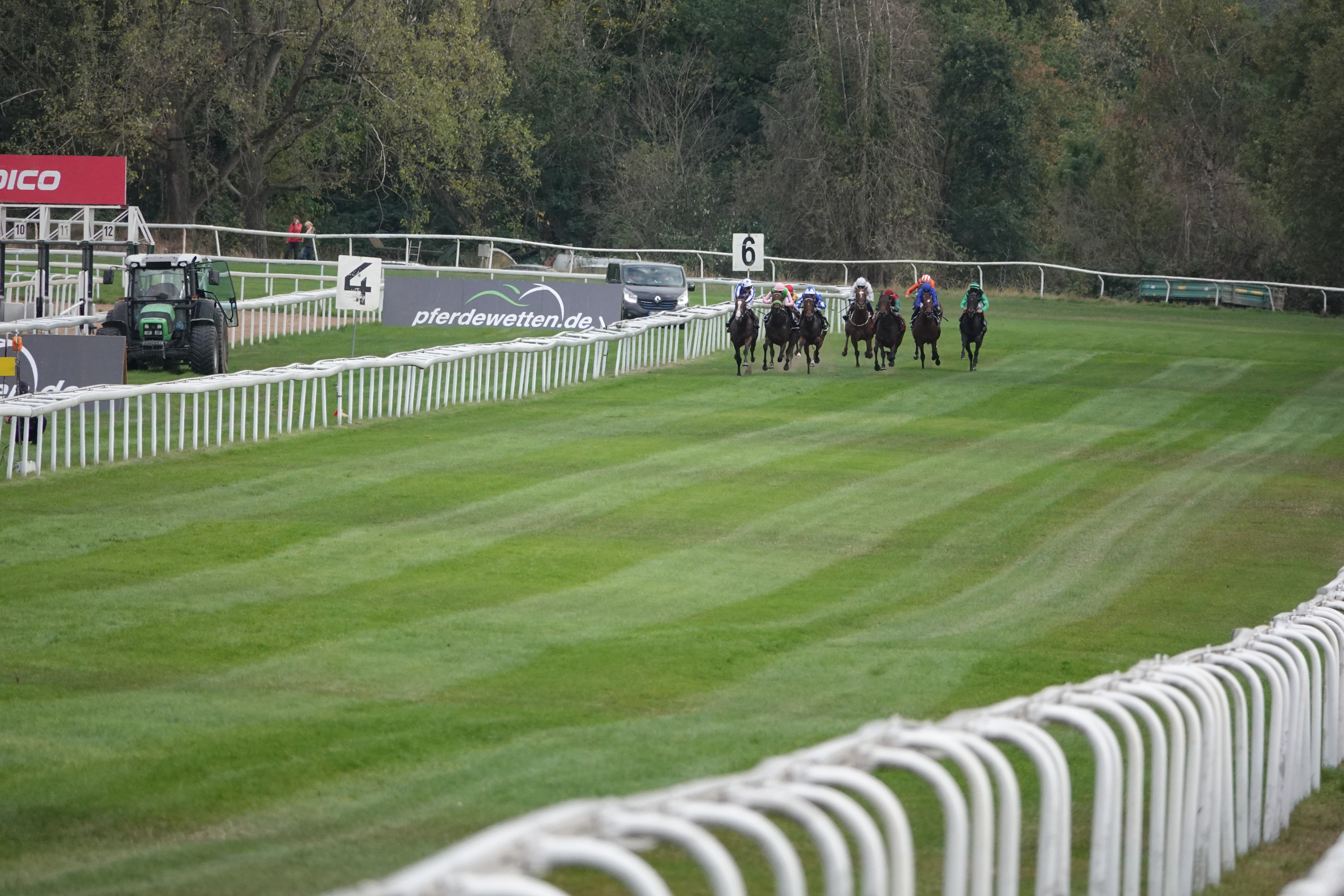
Aspetar führt das Feld auf die Zielgerade
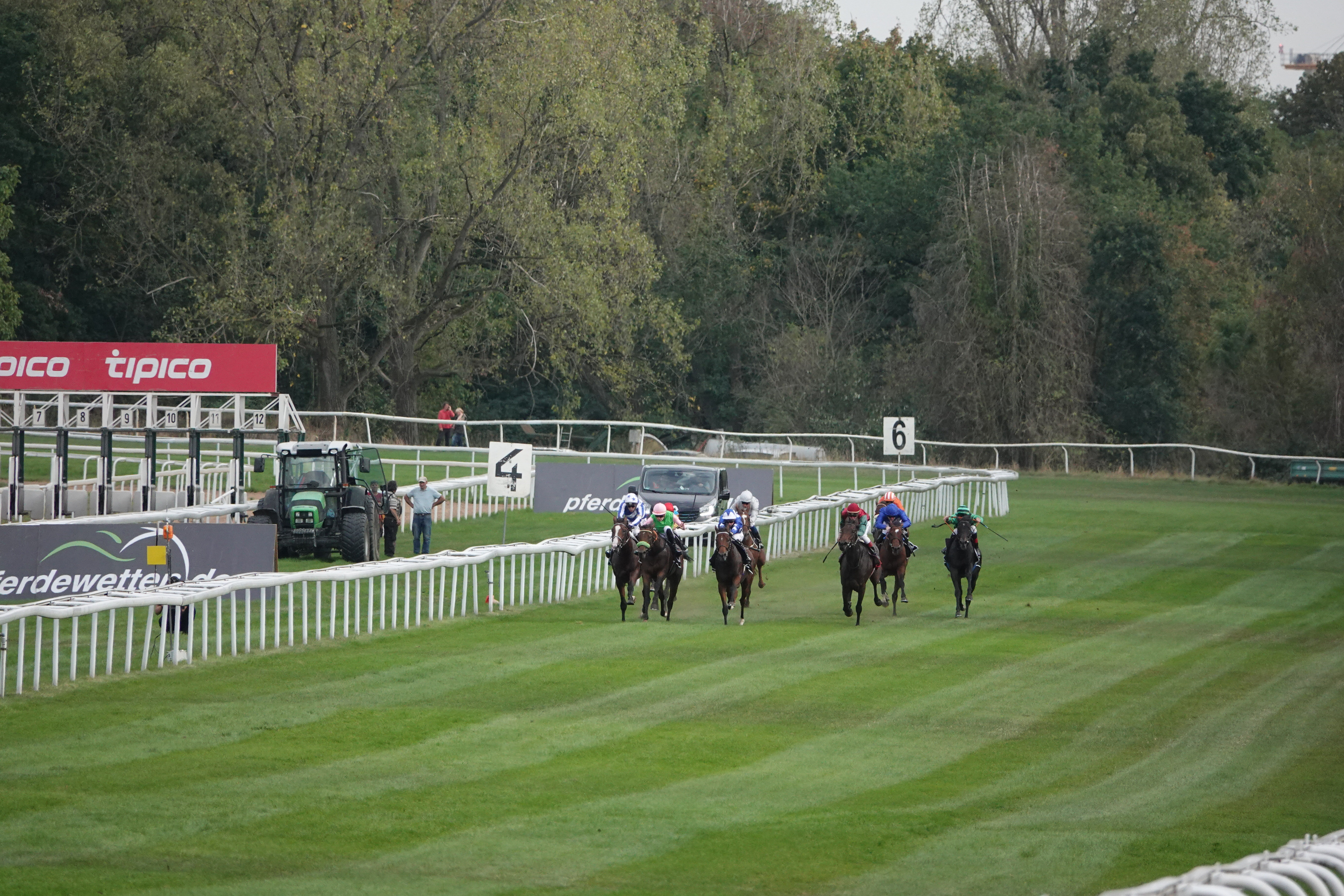
Aspetar führt vor Donjah
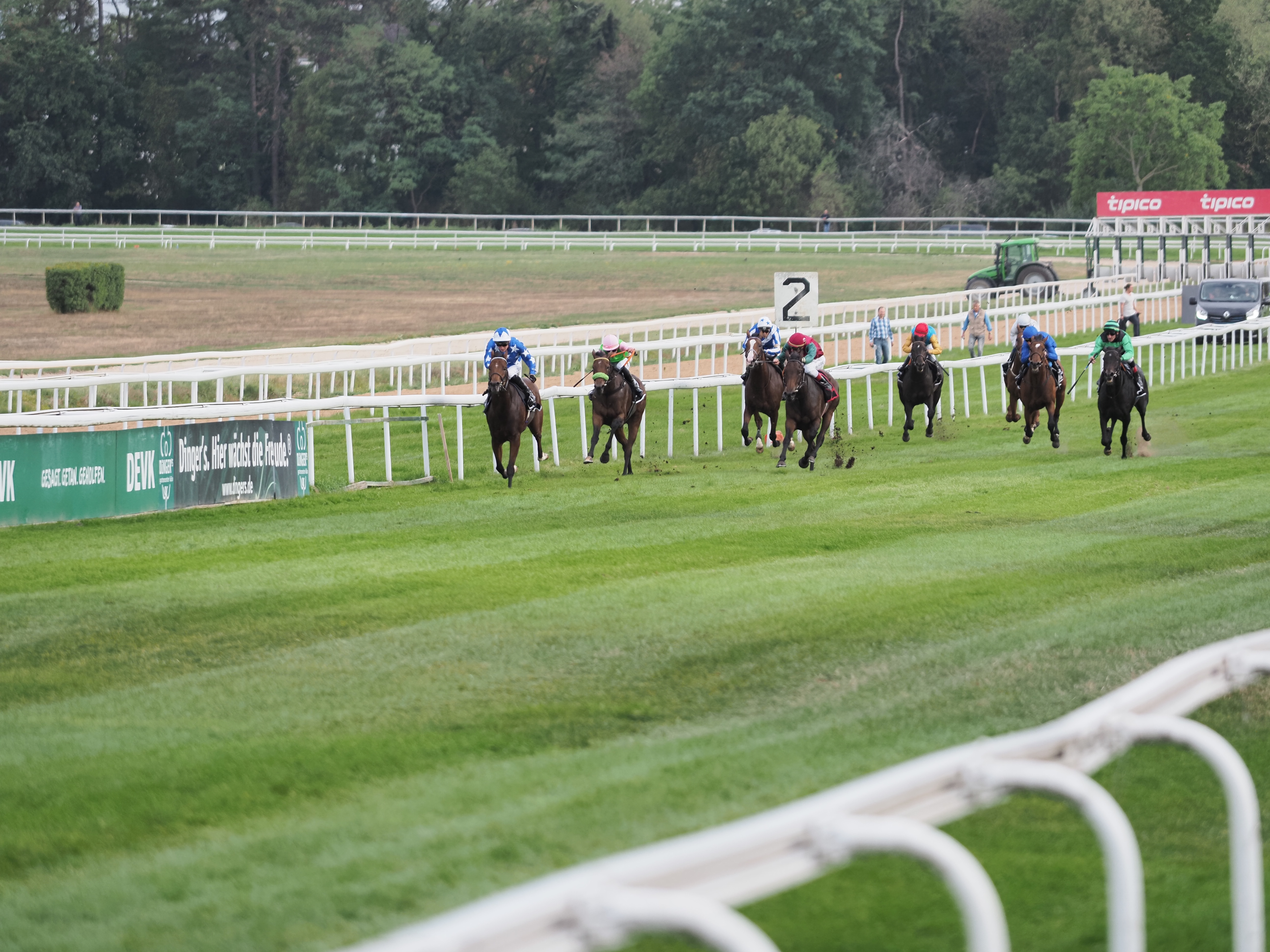
Aspetar baut seine Führung aus. Amorella greift Donjah an
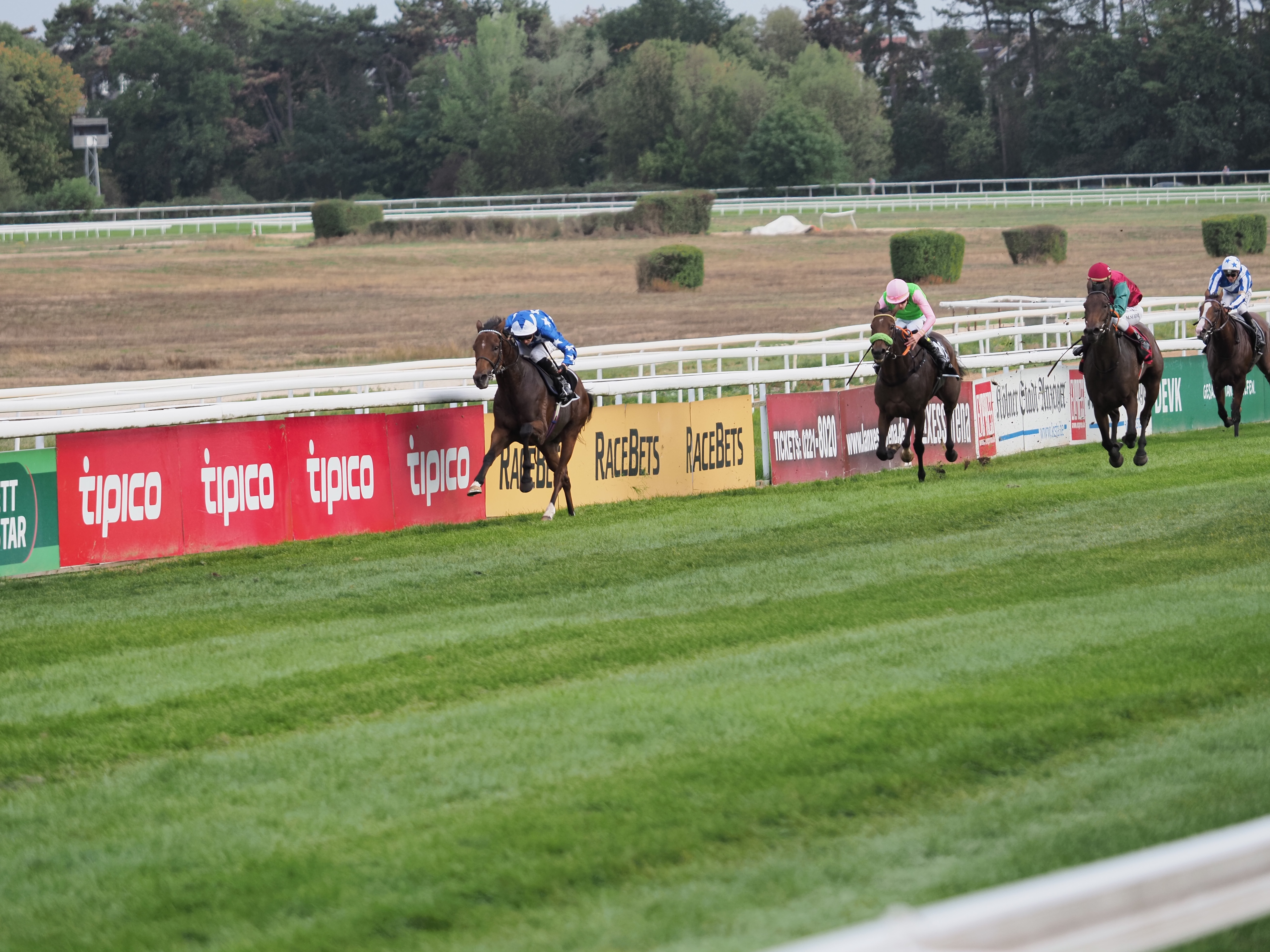
Aspetar hat sich abgesetzt. Amorella und Donjah kämpfen um den zweiten Platz.
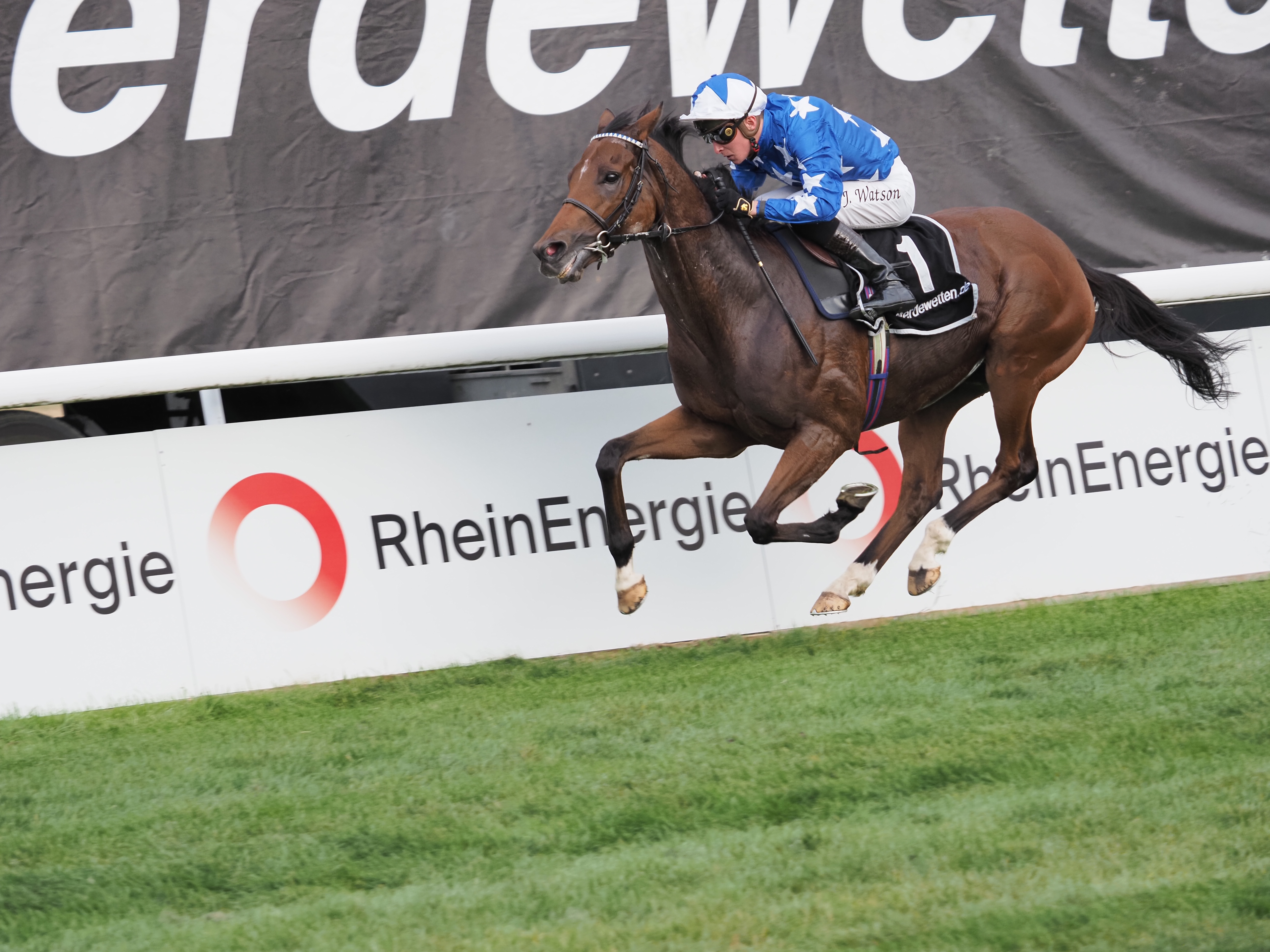
Aspetar führt überlegen kurz vor dem Ziel
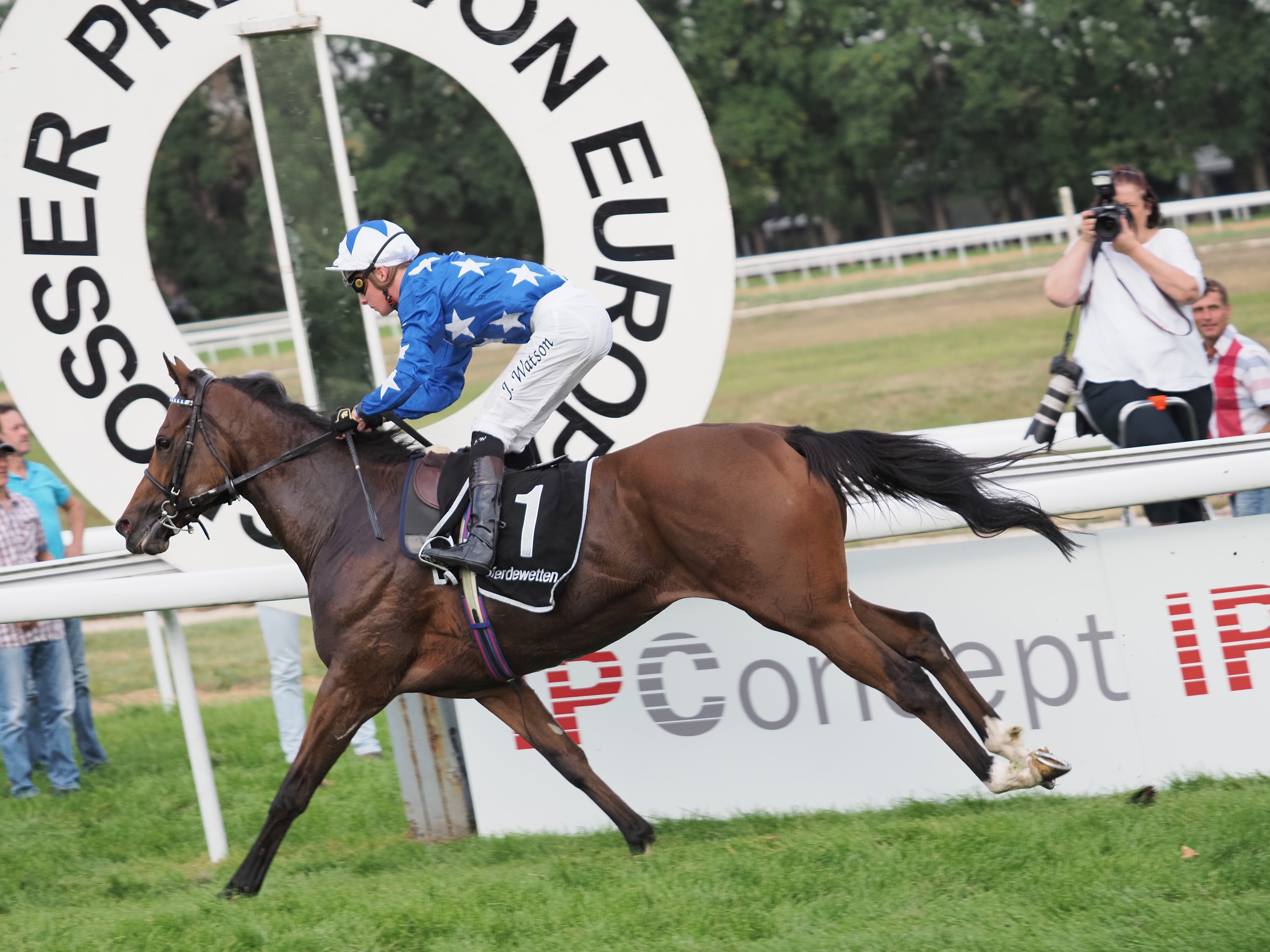
Aspetar überquert überlegen die Ziellinie

### Siegerehrung

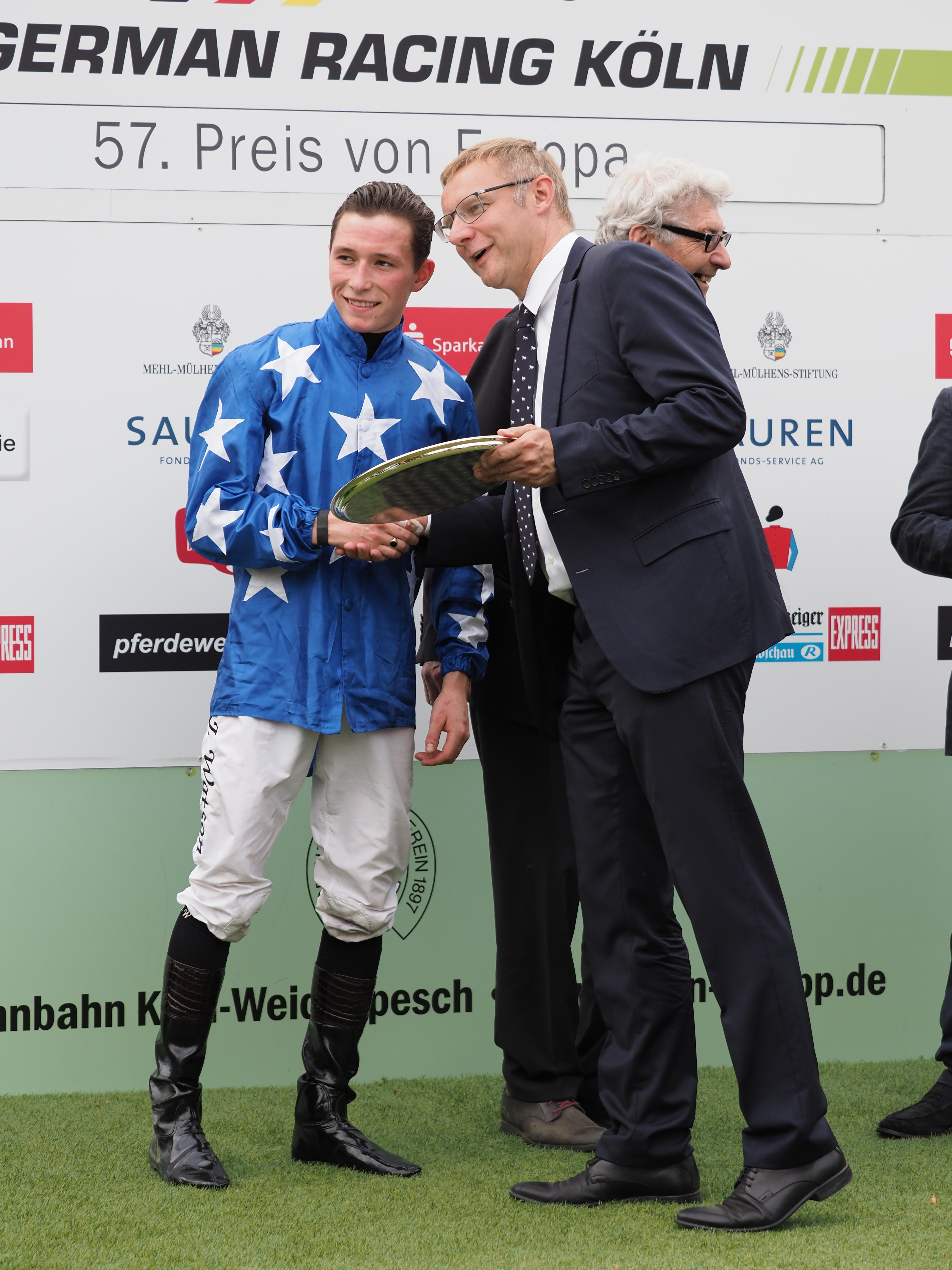
Der Präsident des Kölner Rennvereins Eckard Sauren gratuliert dem siegreichen Jockey Jason Watson
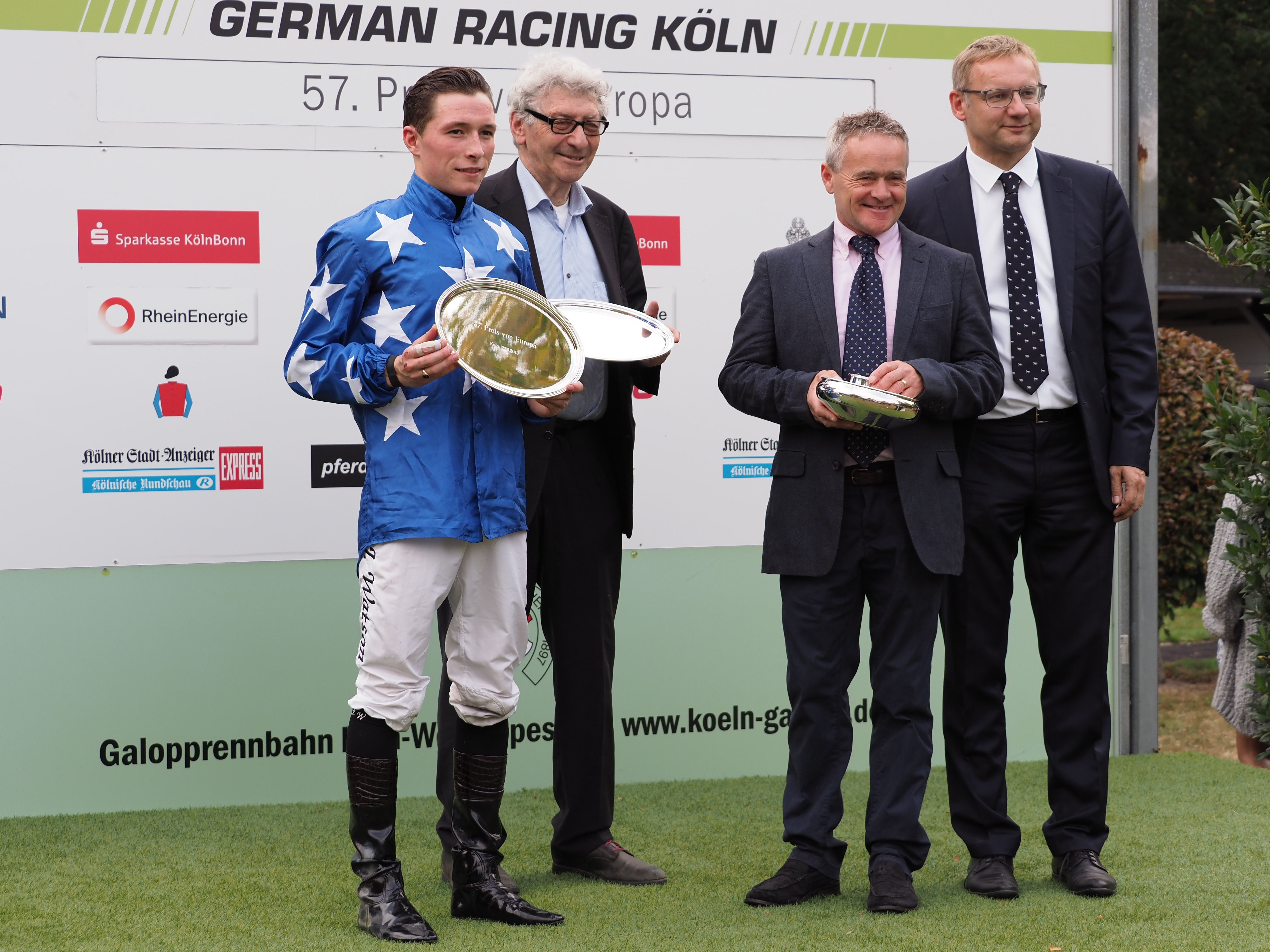
Siegerehrung im Führring

## Sieger ab 1981
| Jahr | Sieger          | Alter | Jockey            | Trainer              | Besitzer                      | Zeit    |
| ---- | --------------- | ----- | ----------------- | -------------------- | ----------------------------- | ------- |
| 1981 | Glint of Gold   | 3     | John Matthias     | Ian Balding          | Paul Mellon                   | 2:43.80 |
| 1982 | Ataxerxes       | 5     | Andrzej Tylicki   | Heinz Jentzsch       | Gestüt Schlenderhan           | 2:39.80 |
| 1983 | Esprit du Nord  | 3     | Lester Piggott    | John Fellows         | R. Scully                     | 2:31.20 |
| 1984 | Gold and Ivory  | 3     | Steve Cauthen     | Ian Balding          | Paul Mellon                   | 2:38.80 |
| 1985 | Sumayr          | 3     | Yves Saint-Martin | Alain de Royer-Dupré | HH Aga Khan IV                | 2:27.00 |
| 1986 | Allez Milord    | 3     | Greville Starkey  | Guy Harwood          | Jerome Brody                  | 2:34.13 |
| 1987 | Kamiros         | 5     | Peter Alafi       | Harro Remmert        | Dieter Stein                  | 2:31.76 |
| 1988 | Kondor          | 4     | Peter Remmert     | Hein Bollow          | Ilse Ramm                     | 2:38.32 |
| 1989 | Ibn Bey         | 5     | Richard Quinn     | Paul Cole            | Prince Fahd bin Salman        | 2:34.57 |
| 1990 | Mondrian        | 4     | Manfred Hofer     | Uwe Stoltefuß        | Stall Hanse                   | 2:39.97 |
| 1991 | Lomitas         | 3     | Peter Schiergen   | Andreas Wöhler       | Gestüt Fährhof                | 2:27.65 |
| 1992 | Apple Tree      | 3     | Thierry Jarnet    | André Fabre          | Paul de Moussac               | 2:31.67 |
| 1993 | Monsun          | 3     | Andrzej Tylicki   | Heinz Jentzsch       | Baron Georg von Ullmann       | 2:42.23 |
| 1994 | Monsun          | 4     | Andrzej Tylicki   | Heinz Jentzsch       | Baron Georg von Ullmann       | 2:32.90 |
| 1995 | Solon           | 3     | Peter Schiergen   | Heinz Jentzsch       | Gestüt Schlenderhan           | 2:27.06 |
| 1996 | Lavirco         | 3     | Torsten Mundry    | Peter Rau            | Gestüt Fährhof                | 2:28.63 |
| 1997 | Taipan          | 5     | Sylvain Guillot   | John Dunlop          | 4. Baron Swaythling           | 2:31.88 |
| 1998 | Taipan          | 6     | Sylvain Guillot   | John Dunlop          | 4. Baron Swaythling           | 2:29.90 |
| 1999 | Belenus         | 3     | Kevin Woodburn    | Andreas Wöhler       | Turf Syndikat 99              | 2:33.13 |
| 2000 | Golden Snake    | 4     | Davy Bonilla      | John Dunlop          | The National Stud             | 2:32.49 |
| 2001 | Kutub           | 4     | Frankie Dettori   | Saeed bin Suroor     | Godolphin Racing              | 2:38.21 |
| 2002 | Well Made       | 5     | Terence Hellier   | Hans Blume           | Gestüt Röttgen                | 2:31.02 |
| 2003 | Mamool          | 4     | Frankie Dettori   | Saeed bin Suroor     | Godolphin                     | 2:35.20 |
| 2004 | Albanova        | 5     | Seb Sanders       | Sir Mark Prescott    | Kirsten Rausing               | 2:36.12 |
| 2005 | Gonbarda        | 3     | Filip Minarik     | Uwe Ostmann          | Gestüt Auenquelle             | 2:33.78 |
| 2006 | Youmzain        | 3     | Kieren Fallon     | Mick Channon         | Jaber Abdullah                | 2:28.51 |
| 2007 | Schiaparelli    | 4     | Andrasch Starke   | Peter Schiergen      | Stall Blankenese              | 2:29.70 |
| 2008 | Baila Me        | 3     | Dominique Boeuf   | Werner Baltromei     | Gestüt Karlshof               | 2:32.10 |
| 2009 | Jukebox Jury    | 3     | Royston Ffrench   | Mark Johnston        | A.D. Spence                   | 2:29.56 |
| 2010 | Scalo           | 3     | Olivier Peslier   | Andreas Wöhler       | Gestüt Ittlingen              | 2:34,53 |
| 2011 | Campanologist   | 6     | Frankie Dettori   | Saeed bin Suroor     | Godolphin                     | 2:28,66 |
| 2012 | Girolamo        | 3     | Andrasch Starke   | Peter Schiergen      | Gestüt Ebbesloh               | 2:26,37 |
| 2013 | Meandre         | 5     | Adrie de Vries    | Arslangirey Shavuev  | Ramzan Kadyrov                | 2:29,88 |
| 2014 | Empoli          | 4     | Adrie de Vries    | Peter Schiergen      | V.Bukhtoyarov u.E.Kappushev   | 2:30,24 |
| 2015 | Nightflower     | 3     | Andrasch Starke   | Peter Schiergen      | Stall Nizza                   | 2:31,55 |
| 2016 | Nightflower     | 4     | Andrasch Starke   | Peter Schiergen      | Stall Nizza                   | 2:29,39 |
| 2017 | Windstoß        | 3     | Adrie de Vries    | Markus Klug          | Gestüt Röttgen                | 2:32,40 |
| 2018 | Kahn            | 4     | C. Lecoeuvre      | H. Grewe             | Darius Racing                 | 2:37,47 |
| 2019 | Aspetar         | 4     | Jason Watson      | Roger Charlton       | Mohammed Bin Khalifa Al Thani | 2:26,00 |
| 2020 | Donjah          | 4     | C. Lecoeuvre      | H. Grewe             | Darius Racing                 | 2:31,82 |
| 2021 | Alpinista       | 4     | Luke Morris       | Sir Mark Prescott    | Kirsten Rausing               | 2:29,96 |
| 2022 | Rebel's Romance | 4     | William Buick     | Charles Appleby      | Godolphin                     | 2:30,97 |

## Frühere Sieger
| - 1963 – Opponent - 1964 – Fujiyama - 1965 – Anilin - 1966 – Anilin - 1967 – Anilin - 1968 – Arjon | - 1969 – Tajo - 1970 – Cortez - 1971 – Lombard - 1972 – Prince Ippi - 1973 – Acacio d'Aguilar - 1974 – Days at Sea | - 1975 – Windwurf - 1976 – Windwurf - 1977 – Ebano - 1978 – Aden - 1979 – Nebos - 1980 – Pawiment |